# Raquero (persona)

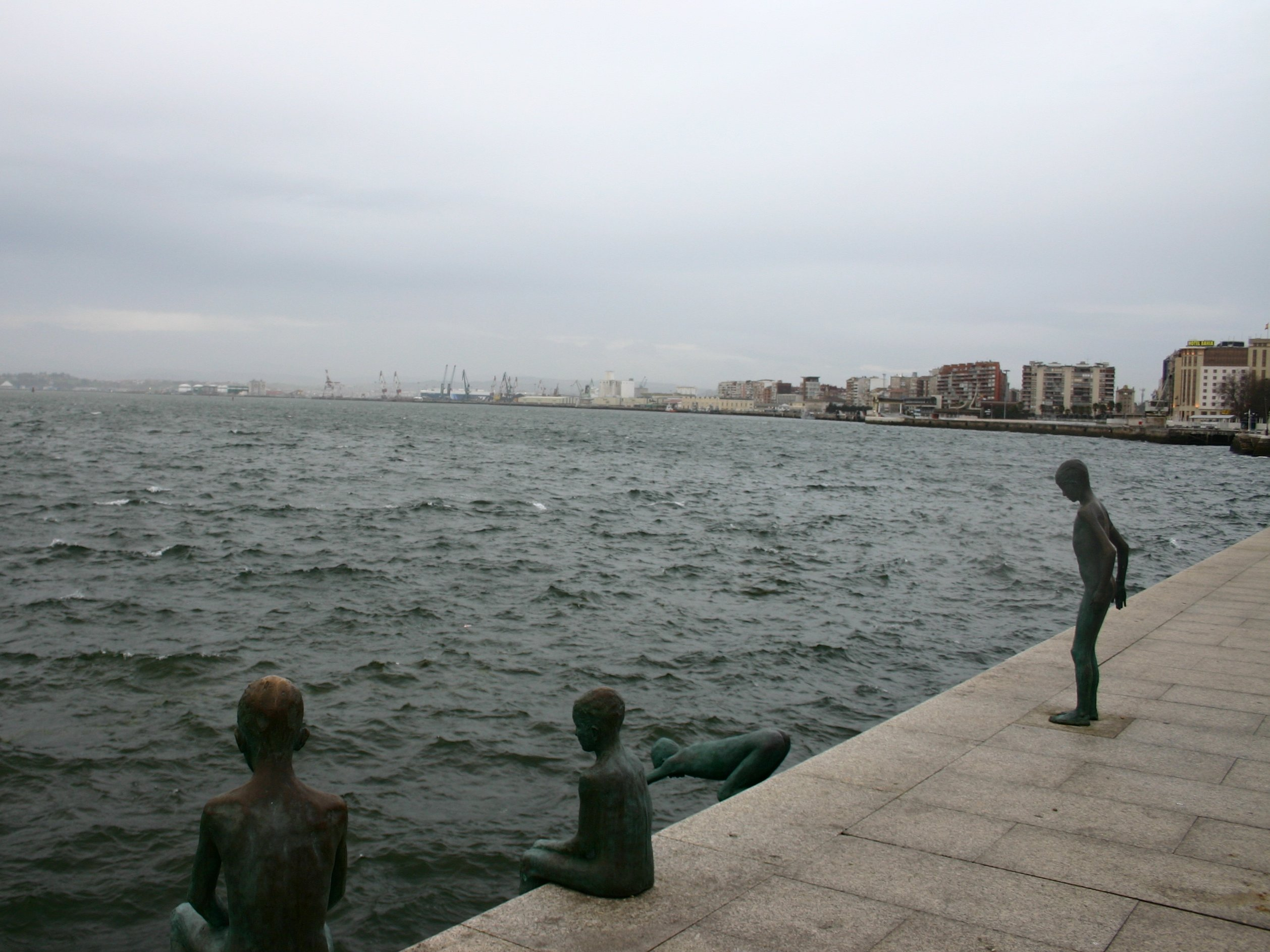
Conjunto escultórico de Los Raqueros, por José Cobo.

La palabra raquero (según algunos, del inglés wrecker -ladrón de barcos, saqueador de naufragios-; según otros, del latín rapio-is -arrebatar, arrastrar, llevar violenta o precipitadamente) designa a los niños marginales, huérfanos o de extracción humilde, que frecuentaban los muelles de Santander (Cantabria) durante el siglo XIX y principios del XX sobreviviendo de pequeños hurtos y de las monedas que los pasajeros y tripulantes de los barcos arrojaban al mar para que las sacasen buceando.
Según los habitantes de esta zona de la ciudad, el nombre de los raqueros se deriva del apelativo aportado por los tripulantes y pasajeros de los barcos ingleses en los que robaban, pronunciado castellanizado como raquers. Con el tiempo, estos niños llegaron a ser una atracción. Pescaban y pasaban el día en el muelle, bañándose generalmente desnudos o semidesnudos. La gente les tiraba monedas ("perras") al agua para que las sacaran buceando, y se les pagaba por rescatar cosas que caían desde el muelle, como sombreros, alpargatas, etc.
El diccionario de la RAE tiene tres acepciones para la palabra raquero. La primera define a una embarcación (véase raquero (embarcación). Las otras dos se refieren a personas:
- Hombre que se ocupa en andar al raque (raque: acto de recoger los objetos perdidos en las costas por algún naufragio o echazón).
- Ratero que hurta en puertos y costas.

En Cantabria y en un lenguaje coloquial, actualmente se utiliza el término "raquero" para referirse a una persona maleducada o malhablada y que utiliza muchas palabras malsonantes.
- Datos: Q6100530